# Наташа Лю Бордіццо
Наташа Лю Бордіццо (нар. 25 серпня 1994) — австралійська акторка. Дебютувала, зігравши роль Снігової Вази у фільмі Netflix «Тигр, що прихилився, прихований дракон: Меч долі». У 2019 році зіграла Гелену в серіалі Netflix Суспільство, а у 2022 році — Хізер у «Денній зміні» на Netflix. У 2023 році вона зіграла мандалорську воїтельку Сабіну Рен у серіалі Disney+ "Асока".

## Походження та навчання
Наташа Лю Бордіццо народилася 1994 року в Сіднеї. Її мати китаянка, а батько італійського походження. Вона відвідувала Сіднейську середню школу для дівчат, потім почала навчалася на освітньому ступені бакалавра права та комунікації в Технологічному університеті Сіднея, коли її взяли на головну роль у фільмі «Тигр,_що_причаївся, Дракон: Меч_долі», незважаючи на те, що це було її перше прослуховування. Бордіццо припустила, що її відібрали через вік та зовнішність, вільне володіння англійською та знання бойових мистецтв, оскільки вона має чорний-чорний пояс з тхеквондо та тренується з карате Кенпо.

## Кар'єра
Щоб підготуватися до зйомках у фільмі, Бордіццо пройшла інтенсивне навчання битві на мечах Удан з Юен Ву Піном.
У лютому 2016 року, після виходу цього фільму, Бордіццо переїхала до Лос-Анджелеса, щоб продовжити міжнародну акторську кар'єру.
У 2017 році Бордіццо зіграла роль другого плану Ден Яня в американському музичному фільмі «Найвеличніший шоумен», який був знятий Майклом Грейсі в його режисерському дебюті, а в головних ролях — Г'ю Джекман, Зак Ефрон, Мішель Вільямс, Ребекка Фергюсон та Зендея. Бордіццо була рада розпочати основну фотозйомку в Нью-Йорку, оскільки вона ніколи не навчалася пісні чи танцям — і те, і інше їй було вперше. Прем'єра фільму відбулася 8 грудня на борту RMS Queen Mary 2. Він вийшов у США 20 грудня 2017 року на 20th Century Fox, зібрав 432 мільйонів доларів у прокаті по всьому світу. Це п'ятий показник за касовими зборами серед мюзиклів усіх часів.
Бордіццо також знялася в «Готелі Мумбаї» (2018) — американсько-австралійському трилері режисера Ентоні Мараса за сценарієм Джона Коллі та Мараса. Він заснований на документальному фільмі 2009 року Surviving Mumbai про атаки на Мумбаї в 2008 році в готелі Taj Mahal Palace в Індії. Бордіццо зіграла австралійську туристку Брі, протилежність зірок Дев Патела, Армі Гаммера, Назанін Бон'яді та Анупам Кхер.
У 2021 році Бордіццо знялася в ролі Джулії у фільмі Amazon Prime Video «Спостерігачі». Фільм був знятий у Монреалі, Канада, у 2019 році та розповідає історію пари, яка стає свідком сексуального життя своїх сусідів. Бордіццо спочатку пробувалась на роль під час відеодзвінка з американським акцентом, але режисер попросив її зберегти свій рідний австралійський акцент. У тому ж році Бордіццо знялася в комедійному мультфільмі Дракон бажань, озвучивши Лі На Ван. Її героїня — знаменитість, яка надихає хлопця на подорож, щоб возз'єднатися з нею, оскільки колись вони були друзями дитинства. У листопаді 2021 року повідомлялося, що Бордіццо було обрано на роль Сабіни Рен в обмеженому серіалі «Асока» «Зоряні війни», прем'єра якого відбулася в серпні 2023 року.
Бордіццо є амбасадором Chanel і моделлю для австралійського бренду Bonds.

## Фільмографія

### Фільми
| рік      | Назва                                | Роль           | Примітки         | Прим.         |
| -------- | ------------------------------------ | -------------- | ---------------- | ------------- |
| 2016 рік | Тигр, що причаївся, Дракон: Меч долі | Снігова ваза   |                  |               |
| 2017 рік | Гун Шоу Дао                          | Майстер Ю      | короткометражний |               |
| 2017 рік | Найвеличніший шоумен                 | Ден Янь        |                  | [ 10 ]        |
| 2018 рік | Детектив Китайський квартал 2        | Офіцер Чень Ін |                  |               |
| 2018 рік | Готель Мумбаї                        | Брі            |                  |               |
| 2019 рік | Стволи Акімбо                        | Нова           |                  |               |
| 2019 рік | Голий мандрівник                     | Валерій        |                  |               |
| 2021 рік | Спостерігачі                         | Юлія           |                  |               |
| 2021 рік | Дракон бажань                        | Лі На          | Роль голосу      |               |
| 2022 рік | Денна зміна                          | Хізер          |                  | [ 11 ] [ 12 ] |
| 2023 рік | Герої Золотих масок                  | Лі             | Роль голосу      |               |

### Телебачення
| рік      | Назва               | Роль       | Примітки               | Прим.  |
| -------- | ------------------- | ---------- | ---------------------- | ------ |
| 2019 рік | Суспільство         | Гелена     | Головна роль           |        |
| 2020 рік | Найнебезпечніша гра | Кеннеді    | 3 епізоди              |        |
| 2023 рік | Асока               | Сабіна Рен | Обмежена серія Disney+ | [ 13 ] |